# West Chelborough
West Chelborough – wieś i civil parish w Anglii, w Dorset, w dystrykcie (unitary authority) Dorset. W 2001 civil parish liczyła 42 mieszkańców. West Chelborough jest wspomniana w Domesday Book (1086) jako Celberge/Celberga.